# Villa Ahmet Kapanci
La Villa Ahmet Kapanci è una storica residenza di Salonicco in Grecia.

## Storia
All'inizio del XX secolo, Ahmet Kapanci commissionò una villa nell'agiato quartiere di Hamidiye, all'epoca in piena espansione, situato fuori dalle mura di Salonicco, nel quadrante sudorientale della città. L'edificio venne progettato dall'architetto italiano Pietro Arrigoni, il quale qualche anno innanzi aveva realizzato un'altra imponente villa per conto di Mehmet. Yusuf, terzo e ultimo figlio maschio degli otto figli Kapanci, acquisì alcune parti della nuova proprietà.

## Descrizione
La villa presenta uno stile eclettico.